# Valley Center (Kalifornia)
Valley Center – jednostka osadnicza w Stanach Zjednoczonych, w stanie Kalifornia, w hrabstwie San Diego.